# 外西凡尼亞公國 (1570年—1711年)
特蘭西瓦尼亞公國（德語：Fürstentum Siebenbürgen）是1571年到1711年之間先後服屬於奥斯曼帝国及奧地利哈布斯堡王朝的一个诸侯国。統治者主要是匈牙利的親王。1711年，特兰西瓦尼亚公国正式併入哈布斯堡君主國，結束了公國的自主地位。

## 历史

### 被奥斯曼帝国征服
1526年，匈牙利国王雅盖洛王朝的拉約什二世在第一次摩哈赤战役中被奥斯曼帝国击败阵亡。特兰西瓦尼亚总督约翰·扎波利亚乘机利用其军事力量，成为匈牙利民族主义者的首领，反对由奥地利大公费迪南德（即后来的神圣罗马帝国皇帝斐迪南一世）继承匈牙利王位。
约翰一世被推举为匈牙利国王，而其它人却认可费迪南德的统治。在追求认可的斗争中，扎波利亚得到了苏莱曼一世苏丹的支持。后者在前者于1540年死后，假托保护扎波利亚之子约翰二世的名义控制了匈牙利中部。匈牙利因此被分成了三个部分：奥地利统治下的西部，土耳其统治下的中部和半独立的特兰西瓦尼亚。奥地利和土耳其在特兰西瓦尼亚争夺霸权的斗争持续了近两个世纪。
特兰西瓦尼亚摆脱了罗马天主教会的宗教控制，允许新教路德宗和加尔文宗教会在境内发展。1563年，乔吉奥·布兰德拉塔被任命为宫廷医师，他狂热的宗教思想极大地影响了年轻的国王约翰二世和加尔文主教弗朗西斯·大卫，使他们皈依了一神论派。在一场正式的公开辩论中，弗朗西斯·大卫驳倒了加尔文派的彼得·墨利乌斯；这导致了1568年土达法令的诞生，正式阐述了个人宗教信仰表达的自由（这也是基督教统治下欧洲的第一个宗教自由的合法保证）。
巴托里家族在约翰二世于1571年去世后掌权。他们作为土耳其帝国的亲王统治特兰西瓦尼亚至1602年，其间也曾简短地受哈布斯堡王朝的控制。

### 勇敢者米哈伊

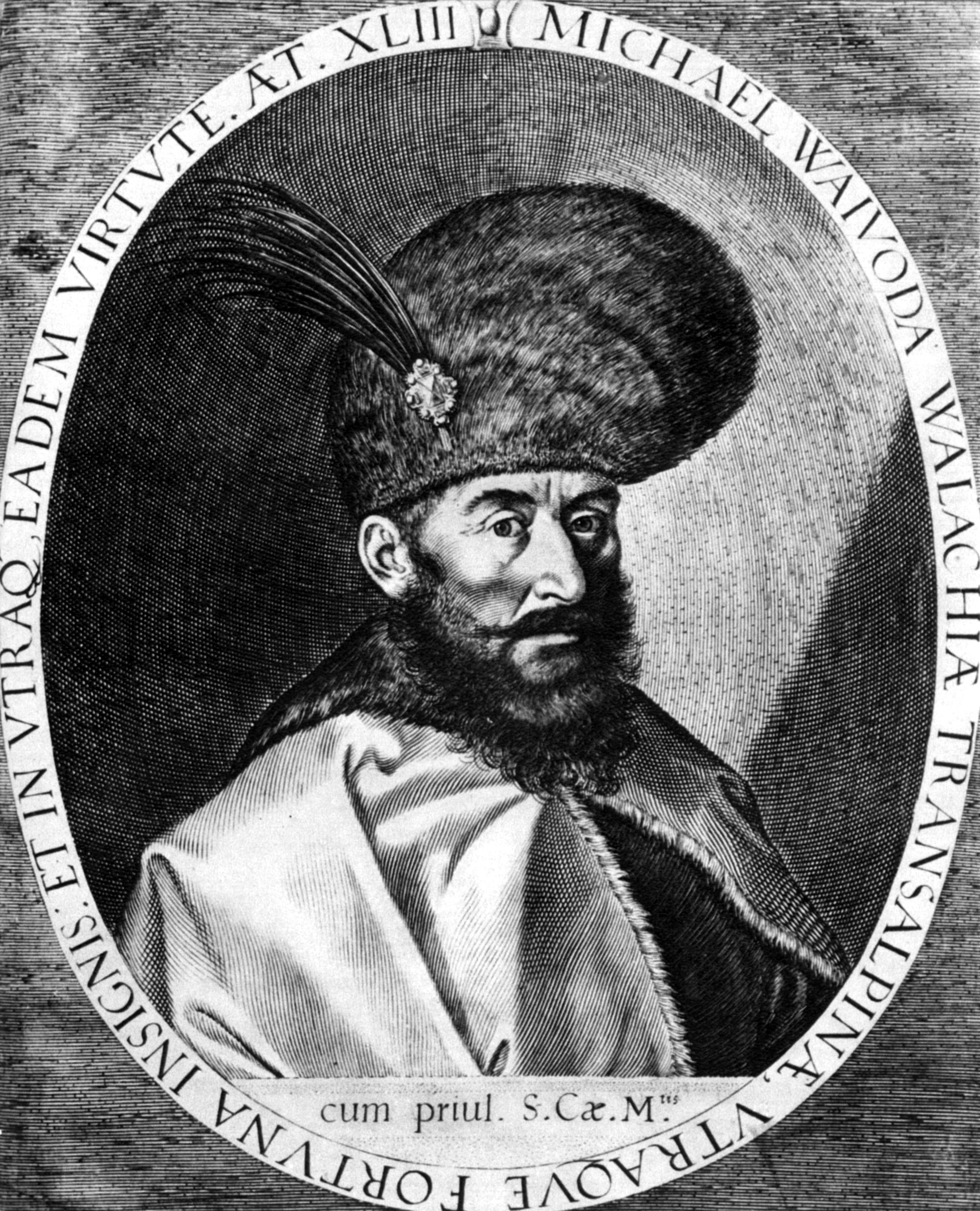
勇敢者米哈伊

1599年，安德拉什·巴托里在塞里巴战役中被勇敢的米哈伊的军队击败，勇敢的米哈伊控制了特兰西瓦尼亚。安德拉什·巴托里则被那些希望借助勇敢的米哈伊帮助重新获得昔日特权的贵族杀害。1600年5月，勇敢的米哈伊控制了摩尔多瓦，从而统一了瓦拉奇亚、摩尔多瓦和特兰西瓦尼亚这三个构成当今羅馬尼亞主要部分的公国。然而统一并未持续下去。1601年8月，奥地利大公国的将军乔吉奥·巴斯塔命令瓦龙雇佣兵于暗杀了米哈依。乔吉奥·巴斯塔最终于1604年征服了特兰西瓦尼亚，开始了恐怖统治。他把土地分给贵族，试图将人口日耳曼化，并通过反宗教改革重新确立天主教教义的权威。

### 黃金時代

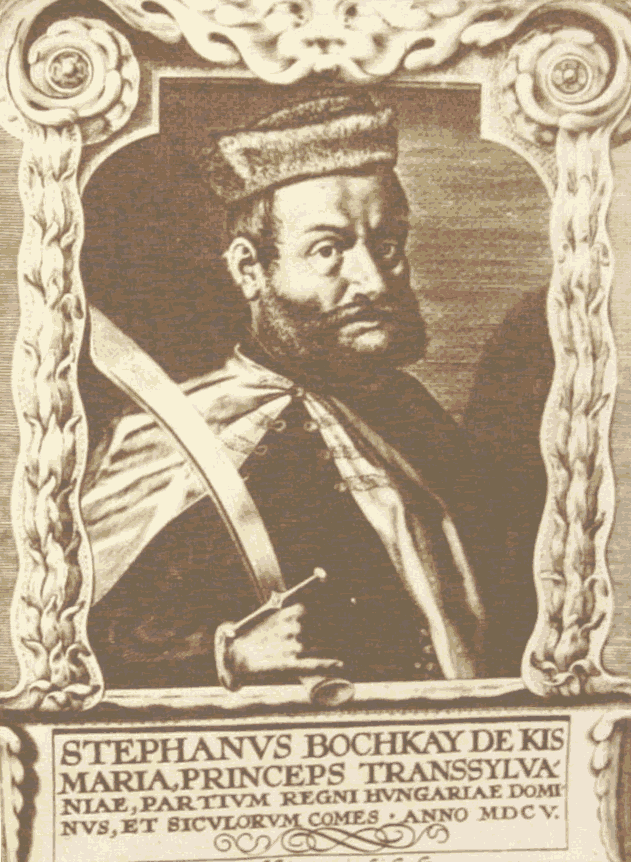
伯茨凱·伊什特萬

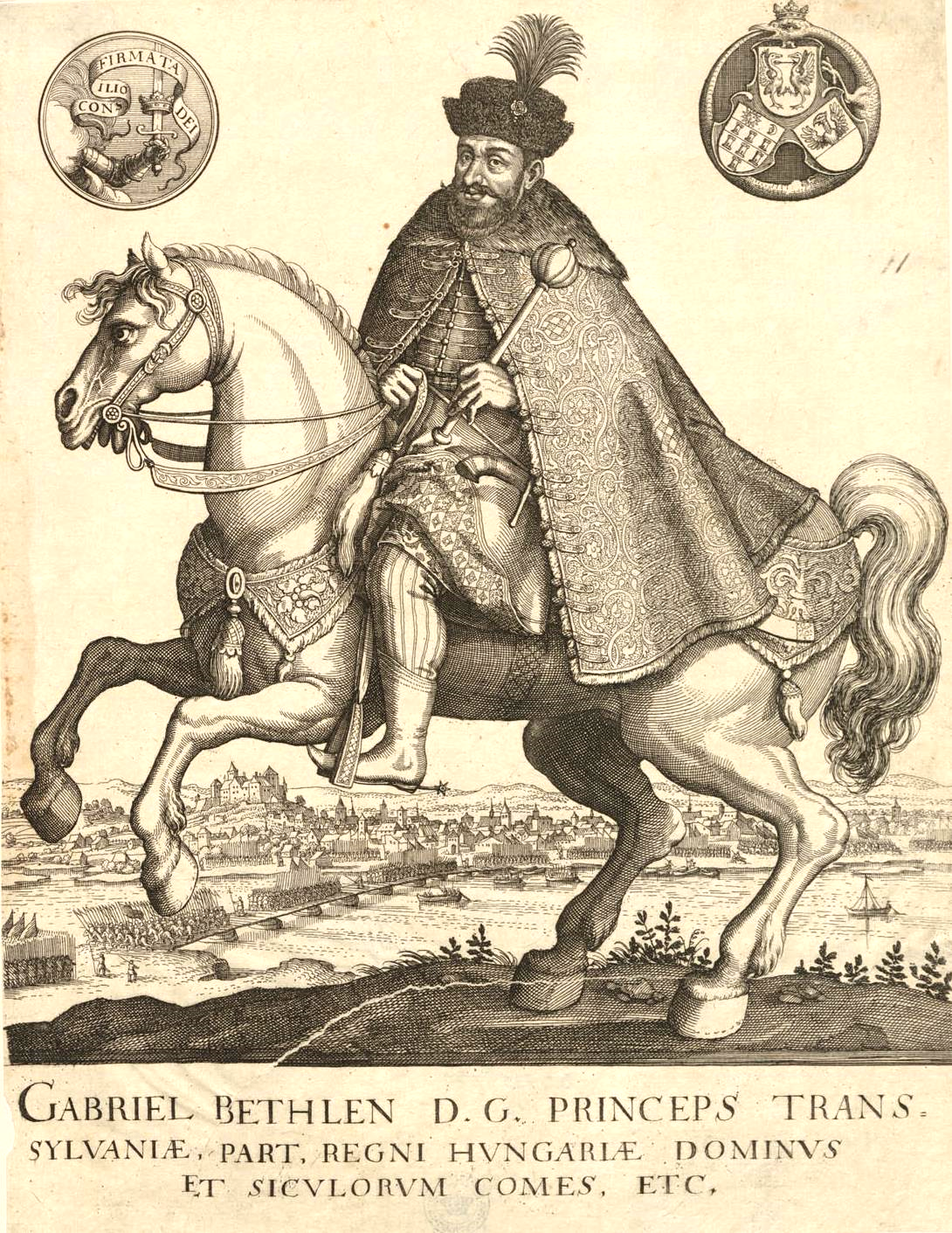
拜特伦·加博尔

1604年至1606年，比哈尔郡的加尔文教徒伯茨凱·伊什特萬成功地领导了一场对奥地利人统治的叛乱。伯茨凯于1603年4月5日被选为特兰西瓦尼亚大公，两个月后成为了匈牙利大公。他简短的统治下（他死于1606年12月29日）的两大成就是《维也纳和约》（1606年6月23日）和《茨特瓦特洛克休战协定》（1606年11月）。通过《维也纳和约》，伯茨凯获得了宗教自由和政治自治，得到了对所有被没受财产的赔偿，废除了所有“不公正的”判决，完全特赦了所有匈牙利皇室成员。他本人被认为是一个疆域扩大了的特兰西瓦尼亚的独立的君主。几乎同样重要的是《茨特瓦特洛克休战协定》，伯茨凯在奥地利皇帝和土耳其帝国苏丹之间的谈判导致了这一协定的诞生。
在伯茨凯继承者的统治下，特兰西瓦尼亚迎来了它的黄金时期，尤其是在拜特伦·加博尔和拉科齊·捷爾吉一世治下。拜特伦·加博尔于1613年至1629年在位，他终身反对奥地利皇帝压迫或迫害他的臣民，并由于支持新教事业而在海外享有盛名。他曾三次发动对皇帝的战争，其中两次自称匈牙利国王。通过《尼科尔斯堡和约》（1621年12月31日）他为新教徒赢得了《维也纳条约》的确认，为自己获取了匈牙利北部的七个郡。拜特伦的继承者拉科齊·捷爾吉一世同样出色。他的主要成就有《林茨和约》（1645年9月16日），奥地利皇帝被迫再次确认《维也纳和约》的条款。这是匈牙利新教在政治上的最后一次胜利。拜特伦和拉科齊·捷爾吉一世在教育和文化方面成绩显着，他们的任期被叫做特兰西瓦尼亚的黄金时代。他们耗费巨资修建首都居拉菲埃瓦（阿爾巴尤利亞），这座城市成为了东欧新教的主要堡垒。在他们的统治期间，特兰西瓦尼亚也是欧洲少数罗马天主教徒、加尔文教徒、路德教徒和一神教徒能够和谐相处的国家之一。然而羅馬尼亞东正教徒却被剥夺了平等的权利。尽管一位罗马尼亚希腊天主教主教因诺琴提·米库-柯兰的一再努力，政府仍然不同意给与他们同皈依天主教的罗马尼亚人同等的国家地位。

### 复归奥斯曼帝国
1657年标志着黄金时代的结束。当年1月，特兰西瓦尼亚志大才疏的统治者拉科齊·費倫茨二世（1648-1660年在位，費倫茨一世的儿子），率领军队二万五千人，出兵波兰。他与瑞典、哥萨克酋长国结盟，希望趁着邻国波兰面临大洪水时代的生死存亡关头时，和盟友一同瓜分波兰。在波兰实行半年的恐怖抢掠并一度占领华沙之后，他在七月被波兰的大将斯特凡·恰尔涅茨基彻底击败，在回国的途中又遇到波兰盟友克里米亞汗國的阻挡和袭击，虽然乔治二世本人先一步回国了，但他一万多人的军队却被克里米亚军全部俘虏并作为人质，连带导致国内的巨大混乱。
从1657年底开始，乔治二世名义上的领主国——奥斯曼帝国，联合其附庸克里米亞汗國进军特兰西瓦尼亚并横扫其国土，特兰西瓦尼亚历经半世纪的安宁与富强被彻底打破。土耳其蘇丹的入侵理由，是乔治二世份属附庸，不该未经其同意就任意对波兰发动战争，所以应当受到严厉的处罚。在土耳其的巨大压力之下，乔治二世一度被贵族议会所废黜，但不久即复位，然后在1660年被中兴土耳其的科普律宰相家族给击败，战死沙场。
当时，特兰西瓦尼亚被土耳其施予领土丧失和提高附庸金（从之前每年一万五千金币提高到五万）的惩罚。虽然特兰西瓦尼亚的继任统治者约翰·凯梅尼（1661-1662年在位）于1661年向奥地利皇帝求得援助并宣布断绝与土耳其的附庸关系，但十二万以上的土耳其军很快在来年挥兵特兰西瓦尼亚，先杀死约翰·凯梅尼，再进攻奥地利所属的西部匈牙利。奥地利颇有军事天份的主帅——拉依蒙多·蒙特库科利，因为获得德意志诸国与法国派来的援军，挡住土耳其的大军并获得胜利，但奥地利仍在1664年与土耳其签订和约、承认土耳其对特兰西瓦尼亚的宗主权。自此特兰西瓦尼亚彻底屈从土耳其的意志，议会选出对土耳其唯命是从的统治者迈克尔一世·阿帕费（1662-1690年），并在往后的二十多年中内，悲惨地承担着巨额附庸金（每年二十万金币）与战败赔款。

### 服屬於奥地利
奥斯曼帝国在1683年的维也纳之战中失败后，哈布斯堡王朝逐渐在自治的特兰西瓦尼亚实行管治，1687年迫使马扎尔贵族放弃过去自由选举匈牙利国王的权利，让奧地利哈布斯堡王朝世袭统治。除了加强中央管治外，哈布斯堡王朝亦推崇罗马天主教，作为统一特兰西瓦尼亚的力量，并藉以减低新教的影响力。哈布斯堡王朝希望透过在新教和天主教之间制造冲突来削弱。结果，1703-1711年间发生拉科齐起事，在法王路易十四开头的支持下，许多马扎尔贵族联合平民与农奴，对奥地利发起全面反抗，要求恢复特兰西瓦尼亚公国的独立与信仰自由。当时奥地利正在西面与法国进行西班牙王位繼承戰爭，情势一度对特兰西瓦尼亚颇为有利，起事军更在1707年宣布废除哈布斯堡皇帝（约瑟夫一世）的匈牙利王位。但是1704年法军在布伦海姆战役大败给英、奥联军之后，奥地利开始有余力把军队东调去镇压特兰西瓦尼亚的叛乱，法国对特兰西瓦尼亚的支持也逐渐停止。终于，拉科齐起事在1711年被平定，贵族向奥地利投降妥协，特兰西瓦尼亚公国被奥地利取消，改由哈布斯堡派去的总督统治。